# Romodanowo (Mordwinien)
Romodanowo (russisch Ромода́ново) ist eine Siedlung (possjolok) in der Republik Mordwinien in Russland mit 9410 Einwohnern (Stand 14. Oktober 2010).

## Geographie
Der Ort liegt knapp 30 km Luftlinie nordnordwestlich der Republikhauptstadt Saransk zu beiden Seiten des Insar, eines linken Nebenflusses des Alatyr im Flusssystem der Wolga.
Romodanowo ist Verwaltungszentrum des Rajons Romodanowski sowie Sitz und einzige Ortschaft der Landgemeinde Romodanowskoje selskoje posselenije.

## Geschichte
Der Ort Romodanowo existiert mindestens seit der ersten Hälfte des 16. Jahrhunderts und wurde erstmals 1622 unter seinem heutigen Namen erwähnt, der auf den damaligen Besitzer aus der Adelsfamilie Romodanowski zurückgeht. Ab 1780 gehörte das Dorf zum Ujesd Schischkejew der Statthalterschaft Pensa, nach deren Auflösung 1797 kurzzeitig zum Gouvernement Simbirsk. Mit Gründung des Gouvernement Pensa 1801 kam Romodanowo zu deren Ujesd Saransk. Das Dorf entwickelte sich zu einem lokalen Handelszentrum und wurde Sitz einer Wolost. Mit dem Bau der in der Nähe vorbeiführenden Eisenbahnstrecke (Moskau –) Rjasan – Kasan in den 1890er-Jahren und der ab 1903 folgenden Errichtung einer Strecke von dort nach Nischni Nowgorod wuchs die wirtschaftliche Bedeutung weiter.
In den 1920er-Jahren wurden die Bahnstation und die umliegende Siedlung mit ideologischem Hintergrund in Krasny Usel („Roter Knoten“) umbenannt; das Dorf behielt jedoch seinen alten Namen. 1928 wurde es Sitz eines neu gebildeten, nach ihm benannten Rajons. Am 6. September 1958 wurden das Dorf, die Stationssiedlung Krasny Usel, die Siedlung MTS („Maschinen-Traktoren-Station“) und das Dorf Torbejewo zur Siedlung städtischen Typs Romodanowo vereinigt.
Seit 20. Januar 2013 besitzt der Ort den Status einer ländlichen Siedlung.

### Bevölkerungsentwicklung
| Jahr | Einwohner |
| ---- | --------- |
| 1897 | 1.549     |
| 1939 | 2.926     |
| 1959 | 7.045     |
| 1970 | 10.432    |
| 1979 | 9.292     |
| 1989 | 10.083    |
| 2002 | 9.871     |
| 2010 | 9.410     |

Anmerkung: Volkszählungsdaten (1939 nur Dorf)

## Verkehr
In Romodanowo befindet sich der bedeutende Eisenbahnknoten Krasny Usel. Er liegt bei Kilometer 57 der Eisenbahnstrecke Rusajewka – Kanasch (Teil der ursprünglichen, dort 1893 eröffneten Verbindung zwischen Moskau und Kasan), von der dort eine 1918 durchgehend in Betrieb genommene Strecke über Arsamas ins etwa 350 km entfernte Nischni Nowgorod abzweigt. Dabei ist Krasny Usel der südlichste Bahnhof der Gorkier Eisenbahn, deren Strecken von dort in Richtung Kanasch und Arsamas eingleisig und nicht elektrifiziert sind, während der von der Kuibyschewer Eisenbahn betriebene Abschnitt nach Rusajewka zweigleisig ausgebaut und seit 1997 bis Krasny Usel elektrifiziert ist. 
Westlich am Ort vorbei führt die Regionalstraße 89K-12, die die Republikhauptstadt Saransk mit den weiter nördlich gelegenen Rajonzentren Kemlja und Bolschoje Ignatowo verbindet. Im südöstlicher Richtung verläuft eine Lokalstraße zur etwa 15 km entfernten föderalen Fernstraße R178 Saransk – Uljanowsk (und weiter als Regionalstraße nach Samara).